# SPMT (voertuig)

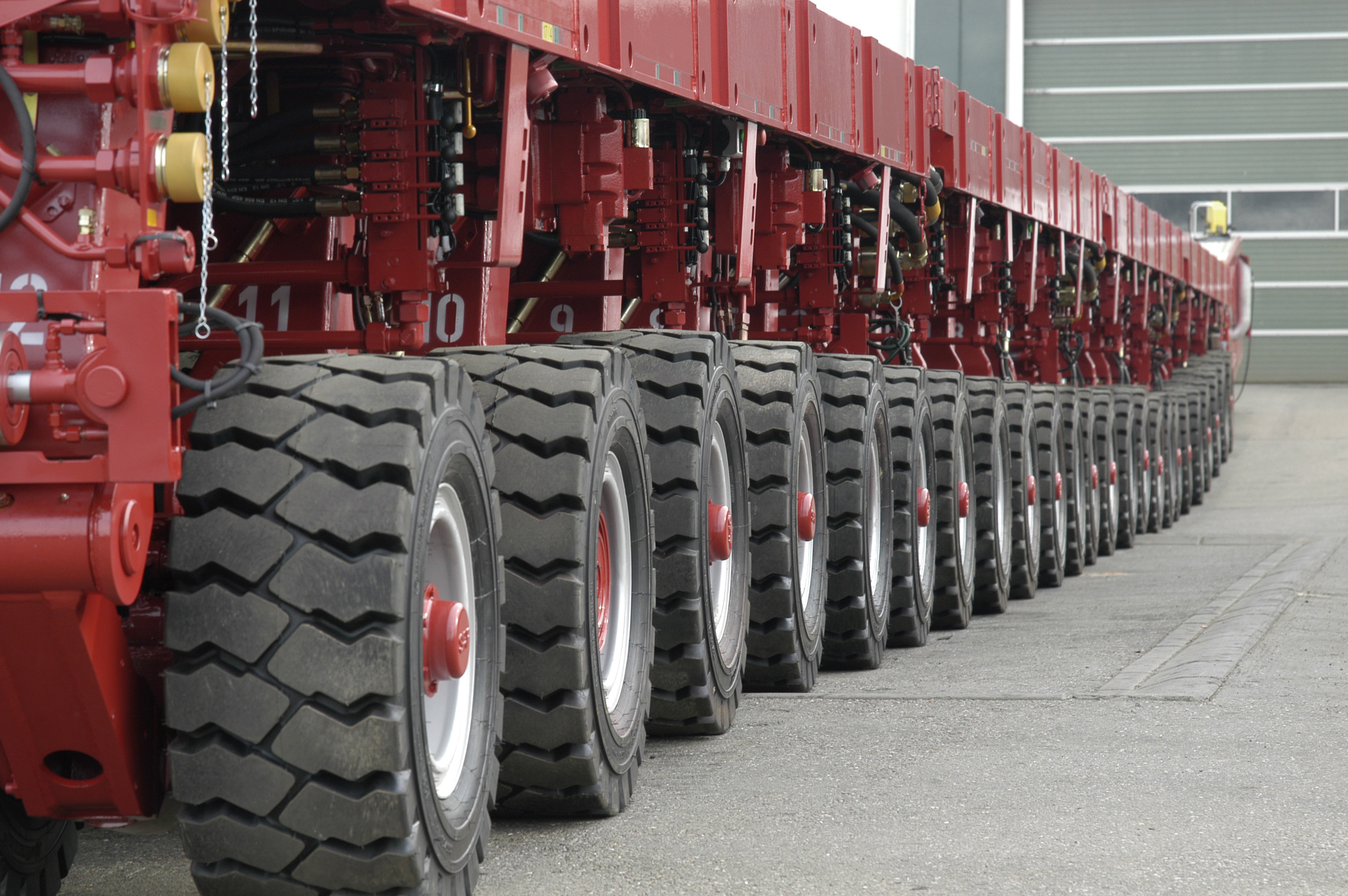
24 wielen van een SPMT

Een SPMT (afkorting voor Self Propelled Modular Transporter) is een relatief klein voertuig, dat wordt ingezet om de zwaarste lasten te verplaatsen. De eerste SPMT's werden in de jaren '70 door Scheuerle gebouwd.
Een SPMT is de basisbouwsteen van een modulair systeem. Dit wil zeggen dat elke module zowel in de lengte als in de breedte aan andere modules gekoppeld kan worden. De modules worden via computer aan elkaar gekoppeld om als één voertuig gebruikt te worden. Een power pack zorgt voor de aandrijving van de modules. Dit power pack bevat een watergekoelde turbodieselmotor die al de hydraulische pompen aandrijft, die op hun beurt zorgen voor de voortbeweging, sturing en ascompensatie.
Een SPMT is een module van 2, 3, 4, 5 of 6 aslijnen, met een power pack. Elke module is 2,43 m breed met 4 wielen per aslijn of 3 m breed met 8 wielen per aslijn. De 2,43 m brede module past in een container om ze makkelijker te verschepen. De tussenafstand tussen de assen bedraagt maximum 1,5 m. De hoogte in onbeladen toestand is ongeveer 1,2 m. In beladen toestand kan de hoogte variëren van 0,94 m tot 1,52 m. Een module met 4 aslijnen heeft een lengte van 6 m, een module met 6 aslijnen is 9,1 m lang (zonder power pack). Het power pack zelf voegt nog eens 3,9 tot 4,6 m toe aan die lengte.
Elke aslijn heeft een maximale belasting van 25 tot 30 ton, afhankelijk van de breedte van de module. De hydraulische ascompensatie zorgt voor een evenwaardige asbelasting, onafhankelijk van de oneffenheid van het terrein. Alle assen zijn volledig elektronisch gestuurd, zodat de SPMT in zijn geheel als één voertuig reageert. Een SPMT kan rond zijn eigen as draaien, rond een buiten het voertuig liggend centerpunt, schuin voorwaarts bewegen, of als een krab haaks op de normale rijrichting. Door de computer kunnen ook afzonderlijke SPMTs als één virtueel voertuig gebruikt kunnen worden.
De SPMTs kunnen worden bediend door één operator.
Afhankelijk van het aantal gebruikte modules kunnen lasten van 80 tot meer dan 10000 ton vervoerd worden.
Op basis van de technologie gebruikt bij SPMTs werden andere voertuigen ontworpen om eveneens zware en grote lasten te vervoeren.
SPMTs worden onder andere geproduceerd door Scheuerle, Kamag, Goldhofer en Cometto.